# 陸海空 こんなところでヤバいバル
『陸海空 こんなところでヤバいバル』（りくかいくう こんなところでヤバいバル）は、テレビ朝日系列で2017年4月11日から2019年6月24日まで放送された『陸海空』シリーズの第3期として放送 されていたバラエティ番組・紀行番組である。通称は「ヤバいバル」。

## 概要
『陸海空』シリーズ第1期の『陸海空 こんな時間に地球征服するなんて』は、2017年1月29日に『日曜エンターテインメント』枠で放送された特別番組『陸海空 地球一周するなんて（笑）アマゾンから突入SP』（りくかいくう ちきゅういっしゅうするなんて かっこわらい アマゾンからとつにゅうスペシャル）をレギュラー化したもの。テレビ朝日において火曜日から水曜日にかけての日付けをまたぐ生放送が組まれるのは『トゥナイト2』（1994年-2002年）以来15年ぶりとなった。2017年9月26日まで放送された。
同年10月14日よりプライムタイム枠に昇格し、放送時間が土曜21:58 - 22:59に変更され、番組名も『陸海空 地球征服するなんて』に改題された。なお、枠移動・改題初回放送日には、通常放送とは別枠で18:30 - 20:54に2時間半SPを放送した。
2017年中は通常放送の枠拡大は一切なかったが、2018年1月13日には通常放送の枠拡大として、23:59までの60分拡大となる「2時間スペシャル」を放送した。
2018年4月14日より『サタデーステーション』が従前より16分拡大の22:10までの放送となったため、本番組は従前より12分繰り下げ・1分短縮の22:10 - 23:10に枠移動（ただし22:15まではローカルセールス枠のため、大半のテレビ朝日系列局で22:15からの飛び乗り）。
2019年4月1日からは月曜『ネオバラエティ』枠に移動し番組名も『陸海空 こんなところでヤバいバル』に改題。また、新たに「ヤバい司令官」として髙嶋政宏が出演者に加わった。
2019年5月7日、「AbemaTV開局3周年記念 テレビ朝日&アベマTV ネオバラリレーーー→放送WEEK」の企画として「陸海空 こんなところでヤバいバル(AbemaTV開局3周年記念)」がAbemaTVにて配信された。
2019年6月24日放送分をもってネオバラエティ枠はネオバラ全番組としては最短の3ヶ月で撤退し、同年7月4日から木曜1:59 - 2:24(水曜深夜)に改題の上、枠移動・縮小が発表された（さらに関東ローカルに降格される）。同時に高嶋が降板。女性タレントが自らのエピソードを話し、その内容で訴えられるかを明らかにする法律相談番組に全面リニューアルとなり、タイトルも『ヤバい話のHowMuch?〜ヤバい法律相談〜』に改題（小峠・大石絵理は続投。）したが、同年9月19日(18日未明）で終了した。これにより、『陸海空』シリーズは特番時代を含め、2年6ヶ月で一旦幕を閉じた。
その後、本番組の実質後継として2020年4月9日から2025年2月9日まで『ナスD大冒険TV』が放送された。

## 出演者

### スタジオ出演者
- 小峠英二（バイきんぐ）
- 大石絵理
- 大下容子（テレビ朝日アナウンサー）

#### 過去のスタジオ出演者
- 伊集院光
- 生駒里奈[注 3]
- カズレーザー（メイプル超合金）
- Ami
- 新日本プロレス所属のプロレスラー
- 鎌田靖
- 髙嶋政宏

## 主な企画

### 「陸海空 地球征服するなんて」
- 部族アース

出演：U字工事、友寄隆英（番組ゼネラルプロデューサー）
特番時代に放送されたペルーを出発点に、世界各地の様々な部族と接触する。戦闘部族であるアワフン族や、泥染部族であるシピボ族などを取材し、ジャングル客船「ヘンリー5号」でアマゾンの都市イキトスへと向かった。イキトス到着後はU字工事チームと友寄率いるスタッフチームに分かれ、U字工事チームはカンドシ族やイキトス周辺の取材を、スタッフチームはボラ族や原始の生活をするシピボ族の取材を行った。2018年4月から放送された第2弾でも再びペルーを訪れ、村人25人が「消えた」と言われている集落を取材している。
- ドローンアース→絶景スクープアース

出演：バッドナイス常田、村瀬哲史（学研プライムゼミ講師・地形解説担当）
アラスカを出発点に、各国の地元ドローンオペレーター（×パイロット）とタッグを組んで世界各地の絶景やレアな光景を空撮する。2017年4月18日開始。同日放送でアラスカ鉄道や4月25日放送でオーロラ、カナダにて5月2日放送でオカナガン湖やキャピラノ吊り橋や5月9日放送でファン・デ・フカ海峡沿岸のアシカ・アザラシ・トド、メキシコにて8月8日放送でテオティワカンのピラミッド、アイスランドにて9月5日放送でヴァトナ氷河やホルンストランディルや9月12日放送でセリャラントスフォスの滝を取り上げた。2018年4月からは絶景スクープアースとしてトルコで空撮した絶景を、ランキング形式で放送している。
- 激安!いいね!アース

出演：西村瑞樹(バイきんぐ)（タイ・台湾・モンゴル）、バッドナイス常田（マレーシア）
Instagramの企画公式アカウントに1日1件写真を投稿し、翌日朝までについた「いいね!」数に応じた金額をその日の旅人とディレクターの生活費として支給し激安旅を展開する。
第1弾は2017年8月15日に「西村アース(仮)」として企画発表、9月20日放送開始、8月22日から9月2日にかけて1いいねにつき1円相当支給によるタイの南北1600km縦断を目指す模様を放送。
第2弾は台湾一周を目指す模様を12月2日から2018年1月27日にかけて放送、フォロワーが増えたため支給額換算は1いいねにつき0.1円となる。
第3弾は2017年11月16日に常田による「常田アース（仮）」として企画発表、11月19日から11月25日にかけて1いいねにつき1円支給によるマレーシア縦断を目指す模様を2018年1月13日から同年3月17日にかけて放送。なお、この企画初のゴールを果たした。
第4弾は極寒の中で西村がモンゴルを縦断するモンゴル編を2月10日から放送。フォロワーが増えたため支給額換算が1いいね0.01円と設定された。モンゴル編で西村は初のゴールを果たした。
- スクープアース

ディレクターやタレントが日本初放送となる驚きの映像を世界各国から探し出し、ランキング形式で紹介する。
- パイロットアース

出演：ペンギンズ
「部族アース」のナスDこと友寄隆英を超える新キャラを発掘すべく、新企画のパイロットロケを放送し視聴者によるTwitter投票で企画存続を決める。2017年7月18日開始。また、同日より8月22日までは「部族アース」を除く従来からの4企画に関しても企画存続の可否がTwitter投票を用い毎週決定されるようになった。
- 2017年7月18日「日本食アース」
  - 世界の日本食事情を検証しながら地球一周を図る。モスクワ市内各地の日本食レストランの実食調査を行った。

- 釣りまアース

出演：サンシャイン池崎、沖山朝俊（怪魚ハンター）
タイを出発点に、世界各地の怪魚・巨大魚を求めて世界を巡る。2017年4月18日開始。同日放送でタイのプラーク・ラベーンや5月30日放送でメコンオオナマズ、インドに渡り大ナマズ「グーンシュ」、6月20日放送で「ゴールデンマシール」、モンゴルにて7月25日放送でタイメンや8月22日放送でノーザンパイクを取り上げ、Twitter企画継続投票での賛成率が存続となる60%を下回り終了。
- ミステリーアース

出演：片岡正徳（オオカミ少年）、MASAKI世界一周
アイルランドを出発点に、世界各地の不思議なスポットに潜入する。4月25日開始、同日放送にてミーズ県の2000年前のバター、その後イタリアにてMASAKI世界一周の失態を中心に8月8日放送でイタリアにてカプチン・フランシスコ修道会のミイラのまばたき、8月22日放送にてソルチ城のポルターガイスト等を取り上げ、Twitter企画継続投票での賛成率が存続となる60%を下回り終了。
- 豪華客船アース

出演：REINA
神戸港を出発点にクルーズ客船を乗り継いでセレブな乗客と交流を図る。番組開始前は「セレブアース」の仮題がつけられていた。
2017年4月11日 - 7月4日放送ではクイーン・エリザベスでの神戸からサウサンプトンへの行程（3月20日 - 5月8日 世界一周クルーズの一部）を放送。その後7月4日終盤から9月12日までは第2弾としてクイーン・メリー2にてサウサンプトンからニューヨークへの行程（6月7日 - 15日 大西洋横断クルーズ）を4回に分けて放送、乗客との交流に加えスイートルーム全階級を見せてもらう指令が組み込まれた。
- ラブアース

出演：マサキ(旅人)、祐(俳優見習い)、もっちゃん(芸人)、りなぷぅ(読者モデル)、マヤ(レポーター)、るみ(女優)
男女6人が路線バスを乗り継ぎながらチェックポイントで写真を撮り、ベトナムを縦断する12日間の恋愛旅の様子を放送する。2017年10月28日に放送された。
第1回の視聴率が悪かったため、その後の放送が見送られお蔵入りしかかっていたが、2018年5月27日より9月2日までAbemaTVのバラエティーステーションpresented by テレ朝枠内（隔週日曜22:00 - 23:00）にて配信された（全8回）。スピンオフのため、スタジオ出演は片岡正徳（オオカミ少年）、山﨑ケイ（相席スタート）、柴田あやなの3人。
続編であるラブアース2はAbemaTV「バラステ」、テレビ朝日「お願い!ランキング」内で放送（出演：長谷川るみ、大須賀あみ、桃花、鈴木身来、岡谷勇士、MASAKI世界一周）。バラステでの初回は2018年11月11日。
ラブアース3はAbemaTV「バラステ」のみで配信（出演：はーちゃん(坂田遥香)、なっつ（津田菜都美)、あすか(原明日夏)、けいし(水木慶紫)、かーくん(真田和輝)、こもりん(小森勇紀)）。2019年2月10日配信開始。
ラブアース4は出演者をマキシ(瀬名マキシ)、山ちゃん(山本章博)、たつろう(谷口達郎)、ましろん(西谷麻糸呂)、もみー(牧野桃美)、まな(常住真菜)に入れ替え、「陸海空こんなところでヤバいバル」で放送終了後にAbemaビデオで配信。2019年4月2日配信開始。
ラブアース3、4はそれぞれラオス編、カンボジア編として「人間観察恋愛バラエティ ラブアース」としてAbemaビデオでアーカイブ配信されている。
2019年8月6日からは本企画をベースにリニューアルした「人間観察恋愛バラエティときめきトラベル」がAbemaTVで開始。11月26日に最終回を迎えた。
- マネーアース

出演：小澤亮太、庄野崎謙、火物太一（松下ひもの）、松代大介、吉村卓也
2018年5月26日より放送。賞金200万円をかけて、バヌアツ共和国タンナ島の先住民族ヤケル族が住む村で裸で自給自足の生活を送る。
「イケメンマネーアース」と改題し、7月22日よりAbemaTVのバラエティーステーションpresented by テレ朝枠内（隔週日曜21:00 - 22:00）にて配信（全10回）。
- 地球アンケート

世界各国で「あなたの知ってる日本人は？」という街頭調査を実施し、世界で一番有名な日本人は誰なのかを調査する。
- 真冬の無人島で2泊3日0円生活バトル

出演：友寄隆英（番組ゼネラルプロデューサー）
2017年12月2日には番組内で『よゐこの無人島0円生活2017』の告知（よゐこの対戦相手はナスD）が行われ、12月29日に放送されたが、ナスDパートの編集が放送に間に合わず、2018年1月13日から3月31日まで未公開シーンが断続的に放送された。

### 「陸海空 こんなところでヤバいバル」
- 美女10人が10日間過酷サバイバル生活!「10キロ太れるか?」

出演：池田裕子（52.6Kg）、落合真彩（52.6Kg）、胡桃そら（45.1Kg）、神部美咲（53.4Kg）、高野桃子（48.5Kg）、遠山茜子（46.3Kg）、西野未姫（51.1Kg）、鉢嶺杏奈（47.8Kg）、脇田恵子（44.6Kg）、高見奈央(48.5Kg)
アイドルと呼ばれる容姿を仕事にした美女10人が10日間、国内の山中に隔離されサバイバル生活を送る。サバイバル生活中、10人合計で10キロ太ることができれば100万円を進呈。できなければ全員失格。脱落者が出た場合は残り人数で体重を量り、9人であっても2人であっても合計10キロ太っていなければ賞金獲得とはならない。生活拠点として、大きいけれど崩壊寸前という廃墟が与えられ、住民の残していったものはすべて使用可能だが、食品に関しては5年以上賞味期限が切れている。番組からは体重を増やすための「で物資」（焼肉のたれ10リットルなど加工しないと飲食できないもの）が1日1品支給される。
当番組のゼネラルプロデューサー兼ディレクター・友寄隆英は番組の裏側を見せることがある種の目的と述べている。
- 井上咲楽の虫の力だけで3泊4日伊豆大島を歩いて1周ヤバいいね!の旅

出演：井上咲楽
歩いて伊豆大島を1周する旅ドキュメント。ただしテントや寝袋などはなく、持たされるのはスマホのと調理道具のみ。Instagramの企画公式アカウントの投稿写真についたいいね！の数だけ、食料がもらえるが「虫」のみ。ただし調理法は自由で塩など調味料も支給される。また現地調達の虫はいいね！数に関係なく食べることができる。

## 放送リスト

### パイロット放送
| 回 | 放送日              | 企画       | 内容                                              | 訪問国 | 企画出演者        | 備考                                                  |
| -- | ------------------- | ---------- | ------------------------------------------------- | ------ | ----------------- | ----------------------------------------------------- |
| SP | 2017年1月29日（日） | 部族アース | 陸海空 地球一周するなんて（笑）アマゾンから突入SP | ペルー | U字工事、友寄隆英 | 『日曜エンターテインメント』枠（20:58 - 23:10）で放送 |

## 挿入曲
- Guns N' Roses『Welcome to the Jungle』
- DAISHI DANCE 『A.T.W!』
- Pitbull 『Celebrate』
- Rank1 『Conspiracy』
- ラッツ&スター 『め組のひと』
- BABYMETAL 『いいね!』
- kila『Glanfaidh Me』
- Imagine Dragons 『I Bet My Life』
- Zedd 『Beautiful Now』
- Every Little Thing 『fragile』

## ネット局と放送時間
| 放送対象地域   | 放送局                   | 系列                                         | 放送日時                     | 遅れ       | 備考     |
| -------------- | ------------------------ | -------------------------------------------- | ---------------------------- | ---------- | -------- |
| 関東広域圏     | テレビ朝日（EX）         | テレビ朝日系列                               | 月曜 23:20 - 翌0:20          | 制作局     | 制作局   |
| 北海道         | 北海道テレビ（HTB）      | テレビ朝日系列                               | 月曜 23:20 - 翌0:20          | 同時ネット |          |
| 青森県         | 青森朝日放送（ABA）      | テレビ朝日系列                               | 月曜 23:20 - 翌0:20          | 同時ネット |          |
| 岩手県         | 岩手朝日テレビ（IAT）    | テレビ朝日系列                               | 月曜 23:20 - 翌0:20          | 同時ネット |          |
| 宮城県         | 東日本放送（KHB）        | テレビ朝日系列                               | 月曜 23:20 - 翌0:20          | 同時ネット |          |
| 秋田県         | 秋田朝日放送（AAB）      | テレビ朝日系列                               | 月曜 23:20 - 翌0:20          | 同時ネット |          |
| 山形県         | 山形テレビ（YTS）        | テレビ朝日系列                               | 月曜 23:20 - 翌0:20          | 同時ネット |          |
| 福島県         | 福島放送（KFB）          | テレビ朝日系列                               | 月曜 23:20 - 翌0:20          | 同時ネット |          |
| 長野県         | 長野朝日放送（abn）      | テレビ朝日系列                               | 月曜 23:20 - 翌0:20          | 同時ネット |          |
| 新潟県         | 新潟テレビ21（UX）       | テレビ朝日系列                               | 月曜 23:20 - 翌0:20          | 同時ネット |          |
| 静岡県         | 静岡朝日テレビ（SATV）   | テレビ朝日系列                               | 月曜 23:20 - 翌0:20          | 同時ネット |          |
| 石川県         | 北陸朝日放送（HAB）      | テレビ朝日系列                               | 月曜 23:20 - 翌0:20          | 同時ネット |          |
| 中京広域圏     | メ〜テレ（NBN）          | テレビ朝日系列                               | 月曜 23:20 - 翌0:20          | 同時ネット |          |
| 広島県         | 広島ホームテレビ（HOME） | テレビ朝日系列                               | 月曜 23:20 - 翌0:20          | 同時ネット |          |
| 山口県         | 山口朝日放送（yab）      | テレビ朝日系列                               | 月曜 23:20 - 翌0:20          | 同時ネット |          |
| 香川県・岡山県 | 瀬戸内海放送（KSB）      | テレビ朝日系列                               | 月曜 23:20 - 翌0:20          | 同時ネット |          |
| 愛媛県         | 愛媛朝日テレビ（eat）    | テレビ朝日系列                               | 月曜 23:20 - 翌0:20          | 同時ネット |          |
| 福岡県         | 九州朝日放送（KBC）      | テレビ朝日系列                               | 月曜 23:20 - 翌0:20          | 同時ネット |          |
| 長崎県         | 長崎文化放送（ncc）      | テレビ朝日系列                               | 月曜 23:20 - 翌0:20          | 同時ネット |          |
| 熊本県         | 熊本朝日放送（KAB）      | テレビ朝日系列                               | 月曜 23:20 - 翌0:20          | 同時ネット |          |
| 大分県         | 大分朝日放送（OAB）      | テレビ朝日系列                               | 月曜 23:20 - 翌0:20          | 同時ネット |          |
| 鹿児島県       | 鹿児島放送（KKB）        | テレビ朝日系列                               | 月曜 23:20 - 翌0:20          | 同時ネット |          |
| 沖縄県         | 琉球朝日放送（QAB）      | テレビ朝日系列                               | 月曜 23:20 - 翌0:20          | 同時ネット |          |
| 近畿広域圏     | 朝日放送テレビ（ABC TV） | テレビ朝日系列                               | 火曜 0:35 - 1:37（月曜深夜） | 75分遅れ   | [ 注 7 ] |
| 島根県・鳥取県 | 山陰放送（BSS）          | TBS系列                                      | 金曜 1:00 - 2:00（木曜深夜） | 遅れネット | [ 注 8 ] |
| 宮崎県         | テレビ宮崎（UMK）        | フジテレビ系列 日本テレビ系列 テレビ朝日系列 | 水曜 1:04 - 2:04（火曜深夜） | 遅れネット |          |

- 2017年1月29日（日）の『日曜エンタ』ならびに同年7月2日（日）18:30 - 20:54のゴールデン2時間半SPならびに2018年9月9日『日曜プライム』拡大版については、テレビ朝日系列フルネット全24局で同時ネットで放送した。
- 2017年10月21日は『フィギュアグランプリシリーズ2017ロシア大会・女子ショート・男子フリー』（18:56 - 21:30）放送のため36分繰り下げ（22:34 - 23:35）。
- 2017年11月4日は『SMBC日本シリーズ第6戦・ソフトバンク×DeNA』（18:30 - 21:54）放送および『サタデーステーション』（21:54 - 23:24）延長のため90分繰り下げ（23:28 - 翌0:29）。
- 2018年1月13日は1時間拡大の2時間SPを放送（21:58 - 23:59）。
- 2018年1月27日・2月10日・24日・3月10日は『サタデーステーション』が15分拡大のため15分繰り下げ（22:13 - 23:14）。
- 2018年3月17日は『相棒 -劇場版II- 警視庁占拠! 特命係の一番長い夜』（21:00 - 23:15）のため、77分繰り下げ・1分縮小（23:15 - 翌0:15）。
- 2018年3月31日は『サタデーステーション』が2時間SP（60分拡大）のため60分繰り下げ（22:58 - 23:59）。
- 2018年10月27日は『SMBC日本シリーズ第1戦・広島×ソフトバンク』延長のため繰り下げ（翌1:25 - 2:25）。

## スタッフ
- ナレーション：鈴木勝、佐竹海莉、上間大輔、石川綾乃、坂口哲夫、谷昌樹、荒井聡太、滝谷将太、島田岳洋、むたあきこ、増田晋
- 構成：鈴木おさむ、都築浩（都築→途中から）、なかじまはじめ、三浦智信、飯塚大悟、大平将貴、奥山聡紀、木崎正和、横張晋司
- TM：高田格
- 技術：廣瀬義幸、斉藤紘志
- カメラ：西村佳晃、宮本邦慶、丸山竜一、時田将光、廣瀬義幸、藤井雄基、小林咲希、掛橋翔太、佐藤邦彦、村越一輝、玉出康裕
- 音声：加藤翠、五十嵐暢之、柳原健司、廣瀬蓉子
- 映像：細谷公助、伊藤和博、東那美、平田壮之介、斉藤竜也、駒井譲、小林祐輝、青木和敬
- 照明：高木英紀、田中晴夫、湯浅洋一、岩永智宏、菅原祐
- ロケ技術：TSP 辺見洋、星野基幸
- 美術：井磧伸介
- デザイン：濱野恭平
- 美術進行：山本和記
- 大道具：松岡美都司
- 小道具：塚谷将朗
- 電飾：澤村優衣
- モニター：鈴木久
- CGデザイン：南治樹、山本裕之
- メイク：川口カツラ店
- 美術協力：tv asahi create、テルミック
- 編集：栗原康幸、斉藤哲夫、村上健太郎、市川敏之、下間俊樹
- MA：轉石裕治、小野敬太郎、水野貴浩、奴賀貴幸
- 音響効果：小沼圭
- TK：中里優子
- CG：森三平、en passant
- 協力：東京オフラインセンター
- コーディネーション：西河竜雄、モンゴルコーディネート
- 「部族アース」現地ガイド兼通訳 : ジョージ・ホルヘ・カマチョ （ノンクレジット[注 9]）
- 編成：吉冨大輔、小古山拓矢
- 宣伝：高橋夏子
- 制作協力：TV BOX、オフィスぼくら、メディアプルポ、ロングテイル、クリーク・アンド・リバー社、トリックスター
- 制作スタッフ：奥田琢也、笹川葵、三浦魁、前田智也、川崎絵梨沙、小田切李緒、岡田鈴菜、根本賢哉、鈴木俊佑、池田英樹、大平ゆりえ、福岡尚也、久森悠太、鶴尾琢人、元吉拓也、田中達己、丸山加奈子、嘉数香織、早坂智久、ペスンヨン、山本圭一、入月祐一(斗)、植田良樹、宮下雅俊、栗原直樹、本吉拓也
- アシスタントプロデューサー：杉田ちえみ、高島千春（一時離脱→復帰）、柳祐輔、百瀬和幸
- ディレクター：寺島直樹、前川強、江種洋二、久保田裕介、籾山裕太、渡邊咲紀（豪華客船アース担当）、高橋亜季、桑原正史、木庭史覚、卜部一哉、一場孝夫（ミステリーアース担当）、岡本圭太、日野力、栗原大祐、小倉弘正（激安!いいね!アース・ドローンアース担当）、丸山仁、阿部史弥（釣りまアース担当）、池田政紀、井上光紀、斉藤芳之、徳永高、栗山裕次郎、桶屋信次、加藤翔輝、西山英雄、池田おさむ（激安!いいね!アース）、小出泰寛、萩原雄祐、軽部瞬、鈴木鴻司、山外翼、峯崎良平、内藤麻衣子、坂入清美、白井基教、生越直紀
- チーフディレクター：小川真紀（以前はディレクター）
- プロデューサー：中野光春、倉島章二、星利也、山下慎一郎、今野恒、桑野和之、岩本浩一、竹本聡志、細越貴子、八木沼邦彦、輿石将大、草柳孝司、雨宮雄太（雨宮→以前はアシスタントプロデューサー）
- 総合演出：三枝健介
- ゼネラルプロデューサー・ディレクター（部族アース担当）：友寄隆英
- 制作著作：テレビ朝日

### 過去のスタッフ
- 構成：久保川きよみ
- TM：長谷川正和
- 大道具：下地良助
- 電飾：黒野ケンタロウ
- 編成：小野晋太郎、篠宮康希、高崎壮太
- アシスタントプロデューサー：岩﨑美和子
- 総合演出：米田裕一